# وایتول، جزیره وایت
وایتول (به انگلیسی: Whitwell) یک روستا و محله مدنی در بریتانیا است که در جزیره وایت واقع شده‌است. وایتول ۵۷۸ نفر جمعیت دارد.